# Michael Amott
Pour les articles homonymes, voir Amott.
Michael Amott, né le 28 juillet 1970 à Londres, est un guitariste britannico-suédois de death metal. 

## Biographie
Sa carrière musicale commence en 1988 avec le groupe Carnage. Après le split du groupe 3 ans plus tard, il rejoint les Anglais de Carcass. Il commence son propre projet Spiritual Beggars après son départ de Carcass, avant de former Arch Enemy avec son frère Christopher Amott. Il a aussi enregistré les guitares pour Candlemass sur leur album Dactylis Glometera.
Aujourd'hui il joue sur des guitares Dean qui ont une forme qui n'existe que dans sa collection signature le modèle "Tyrant" comme la Tyrant, la Tyrant X, la Tyrant bloodstorm ou sa dernière signature en date (modèle 2011) la Tyrant X splatter.
Il vit actuellement en Suède.

## Groupes
- Arch Enemy (Guitare, depuis 1996)
- Candlemass (Guitare, 1998-1999)
- Carcass (Guitare, 1990-1993, 2007-2012)
- Carnage (Guitare, 1988-1991)
- Spiritual Beggars (Guitare, depuis 1992)

## Discographie
- Carnage -  Dark Recollection (1990)
- Carcass - Necroticsm -- Descanting the Insalubrious (1991)
- Carcass - Tools Of The Trade (1992, EP)
- Carcass - Heartwork (1993)
- Spiritual Beggars - Spiritual Beggars (1994)
- Arch Enemy - Black Earth (1996)
- Spiritual Beggars - Another Way To Shine (1996)
- Arch Enemy - Stigmata (1998)
- Candlemass - Dactylis Glomerata (1998)
- Spiritual Beggars - Mantra III (1998)
- Arch Enemy - Burning Bridges (1999)
- Arch Enemy - Burning Japan Live (1999, live)
- Spiritual Beggars - Ad Astra (2000)
- Arch Enemy - Wages Of Sin (2001)
- Spiritual Beggars - On Fire (2002)
- Arch Enemy - Anthems of Rebellion (2003)
- Arch Enemy - Doomsday Machine (2005)
- Spiritual Beggars - Demons (2005)
- Arch Enemy - Rise of the Tyrant (2007)
- Arch Enemy - the Root of all Evil(2009)
- Spiritual Beggars - Return to Zero (2010)
- Arch Enemy - Khaos Legions (2011)
- Spiritual Beggars - Earth Blues (2013)
- Arch Enemy - War Eternal (2014)
- Arch Enemy - Will to Power (2017)

## Matériel
Guitares
Michael Amott a utilisé un bon nombre de guitares depuis ses débuts. Il a notamment utilisé une Gibson sg durant les débuts de Spiritual Beggars ainsi que des Burny Les Paul couleurs or, noire et blanche. 
Depuis, il est surtout connu pour utiliser des formes plus radicales telle la flying v. Sa première était basée sur la forme Gibson Flying v 68, blanche, montée en seymour duncan jb / 59. 
Il a notamment utilisé une esp Forest que l'on peut voir dans le live apocalypse de Londres (2004) 
Esp lui a même produit sa signature, la AV-395 NINJA Michael Amott signature.
Depuis peu, Michael Amott utilise des guitares Dean. Dean lui a même créé sa propre gamme : la Tyrant qui est une sorte de flying v revisité.
Micros
Michael Amott a toujours été un fervent utilisateur de micro typé " passif " lui procurant plus de feeling. Il a utilisé le seymour duncan JB ainsi que le 59. Aujourd'hui, Dean a élaboré en partenariat avec Michael Amott un micro signature basé sur jb mais avec beaucoup plus de niveau de sortie et de sustain. 
Amplification
Depuis son intégration dans Carcass, Michael Amott utilise le peavey 5150. Cependant, il a été endorsé par plusieurs marques tel Krank et Randall. Randall lui a même fait son propre ampli : la V2 Ninja. Depuis peu, il utilise des amplis Marshall tel le jvm 410 et le JCM 800 2205. 
Cordes
D'Addario (11, 15, 18, 32, 44, 59 - custom set)
Rotosound signature set (11, 15, 18, 32, 44, 59 - custom set)
Effets/Pédales
Homebrew Pédale wah wah Michael Amott signature
MXR – Phase 90
DIGITECH – Digidelay (Digital Delay)
BOSS "TU-2" Chromatic Tuner
ROCKTRON “Hush – The Pedal" (Noise gate)